# CaixaForum Palma
CaixaForum Palma és un centre cultural de la Fundació La Caixa, situat al Grand Hotel de Palma.

## Exposicions principals
Des del 1993, el centre ha ofert diverses exposicions temporals, entre les quals destaquen:
- Art i mite. Els déus del Prado (2019)
- Disney. L'art d'explicar històries (2019)
- Robert Capa en color (2020)[1]
- H. Anglada-Camarasa (2020)[2]
- Blau. El color del modernisme (2020)[3]
- Non finito. L'art de l'inacabat (2021)[4]
- Pixar. Construint personatges (2021)
- Hermen Anglada-Camarasa i Joaquim Mir a Mallorca (2022)[5]